# بريان أميدو
بريان عباس أميدو (مواليد 21 مايو 1990) هو لاعب كرة قدم من زيمبابوي.

## وصلات خارجية
- بريان أميدو على موقع قاعدة بيانات كرة القدم.إي يو (الإنجليزية)
- بريان أميدو على موقع ناشيونال فوتبول تيمز (الإنجليزية)
- بريان أميدو على موقع عالم كرة القدم.نت (الإنجليزية)